# The Glee Project
The Glee Project est une émission de télévision américaine diffusée sur la chaîne Oxygen entre le 12 juin 2011 et le 14 août 2012 et au Canada depuis le 23 juin 2011 sur Slice puis sur le réseau Global.
Elle est inspirée de la série télévisée Glee.
Lors de la Television Critics Association en 2011, la chaîne Oxygen a annoncé que les producteurs exécutifs Ryan Murphy et Dante Di Lorento avaient signé pour une émission intitulée The Glee Project. Le directeur de casting de la série, Robert Ulrich, le sera aussi pour l'émission.
Damian J. McGinty, Jr et Samuel Larsen sont les deux grands gagnants de la saison 1 de The Glee Project, et ont donc chacun remporté un rôle de 7 épisodes dans la saison 3 de Glee. Les deux autres finalistes Lindsay Pearce et Alex Newell seront aussi présents dans cette saison, pour 2 épisodes chacun. Cameron Mitchell, qui a abandonné la compétition dans l'épisode 7, a, quant à lui, remporté la compétition des « favoris des fans » et une somme de 10 000 $.
Le 14 août 2012, Blake Jenner est sacré grand gagnant de la seconde saison de The Glee Project, devant Ryan Murphy, les anciens candidats et anciens mentors. Il reçoit donc les 7 épisodes promis, et intégrera la quatrième saison de Glee, diffusé à partir du 13 septembre 2012.
Le 16 juillet 2013, l'émission est annulée par Oxygen.

## Déroulement de la compétition
12 candidats ont chaque semaine un devoir à faire avec une chanson à chanter devant un acteur de la série Glee. Le gagnant du devoir a le privilège de passer un moment avec l'invité et de travailler avec lui et en plus, le gagnant aura le premier rôle du clip qui est réalisé toutes les semaines.
À la fin de la compétition, le vainqueur remportera un rôle dans la série pendant 7 épisodes de la saison 3 (ou de la saison 4 pour le gagnant de la deuxième saison du glee project),.

### Travail individuel
Les candidats doivent préparer un travail individuel qui comprend l'apprentissage et la démonstration d'une partie d'une chanson choisie. Au début de chaque épisode, les candidats réalisent leur partie respective de la chanson devant l'invité de la semaine, qui fait partie du casting de Glee. Le candidat qui réalise la meilleure prestation obtient une apparition plus importante lors du clip vidéo et un entretien avec l'invité.

### Le clip vidéo
Après avoir désigné le meilleur candidat de la semaine, les candidats réalisent un vidéo clip « inspiré par les performances de Glee ». Lors de la préparation du clip vidéo, les candidats enregistrent une partie de la chanson dans un studio professionnel avec la productrice Nikki Anders. Ils apprennent aussi une chorégraphie avec Zach Woodlee ou Brookie quand Zach est sur le tournage de Glee. Le clip vidéo est supervisé par le directeur de casting de Glee, Robert Ulrich.

### Le ballottage
Pendant le ballottage, les trois candidats qui ont réalisé la moins bonne performance sont révélés. Il leur est ensuite confié une chanson qu'ils interpréteront dans l'espoir d'être sauvé.

### La chanson de la dernière chance
Les candidats en ballottage chantent alors leur chanson respective devant Ryan Murphy lui-même, le réalisateur de Glee. Avec la participation de Zachary Woodlee (le chorégraphe) et de Robert Ulrich, une décision est prise et un des candidats en ballottage est éliminé.
Pour la saison 2, Nikki Anders (coach vocal) participe aussi à cette décision.

### Le ballottage final
À l'inverse de la plupart des compétitions de télévision, les candidats ne sont pas directement informés de leur élimination. Les candidats en ballottage découvrent les résultats lorsque la liste les contenant est affichée.

### La performance finale
Le candidat éliminé réalise une dernière chanson, Keep Holding On d'Avril Lavigne, avec les candidats qui continuent l'aventure réalisant les chœurs.

## Les candidats de la saison 1
Les douze candidats sélectionnés sont :
| Candidat             | Âge    | Ville natale                 | Résultat                              | VF                | Références |
| -------------------- | ------ | ---------------------------- | ------------------------------------- | ----------------- | ---------- |
| Damian McGinty, Jr.  | 18 ans | Derry City, Irlande du Nord  | Vainqueur 21 août 2011 / 7 épisodes   | Olivier Martret   | [ 7 ]      |
| Samuel Larsen        | 19 ans | Los Angeles, Californie      | Vainqueur 21 août 2011 / 7 épisodes   | Paolo Domingo     | [ 8 ]      |
| Lindsay Pearce       | 19 ans | Modesto, Californie          | Finaliste 21 août 2011 / 2 épisodes   | Laura Préjean     | [ 9 ]      |
| Alex Newell          | 18 ans | Lynn, Massachusetts          | Finaliste 21 août 2011 / 2 épisodes   | Gabriel Bismuth   | [ 7 ]      |
| Hannah McIalwain     | 19 ans | Asheville, Caroline du Nord  | Candidate éliminée 7 août 2011        | Marie Giraudon    | [ 7 ]      |
| Cameron Mitchell     | 21 ans | Fort Worth, Texas            | Quitte la compétition 31 juillet 2011 | [ 10 ]            |            |
| Marissa Von Bleicken | 19 ans | New York, New York           | Candidate éliminée 24 juillet 2011    | Julia Boutteville | [ 11 ]     |
| Matheus Fernandes    | 19 ans | Rio de Janeiro, Brésil       | Candidat éliminé 17 juillet 2011      | Thomas Sagols     | [ 12 ]     |
| McKynleigh Abraham   | 19 ans | Paducah, Kentucky            | Candidate éliminée 10 juillet 2011    | Olivia Nicosia    | [ 13 ]     |
| Emily Vásquez        | 22 ans | New York, New York           | Candidate éliminée 26 juin 2011       | Olivia Luccioni   | [ 14 ]     |
| Ellis Wylie          | 18 ans | Grayslake, Illinois          | Candidate éliminée 19 juin 2011       | Chantal Baroin    | [ 15 ]     |
| Bryce Ross-Johnson   | 22 ans | Westlake Village, Californie | Candidat éliminé 12 juin 2011         | Fabien Jacquelin  | [ 16 ]     |

Plusieurs castings ont eu lieu pour le choix de ces douze candidats. Ils ont soumis leur vidéo en la publiant sur le site internet de l'émission. Les finalistes ont été choisis pour passer une semaine à Los Angeles en janvier 2011.

## Les candidats de la saison 2
Les quatorze candidats sélectionnés sont :
| Candidat            | Âge    | Ville natale                             | Résultats                           | Références |
| ------------------- | ------ | ---------------------------------------- | ----------------------------------- | ---------- |
| Blake Jenner        | 19 ans | Miami, Florida                           | Vainqueur 15 août 2012 / 7 épisodes | [ 17 ]     |
| Ali Stroker         | 24 ans | New York, New York                       | Candidate éliminée 15 août 2012     | [ 18 ]     |
| Aylin Bayramoglu    | 19 ans | Chicago, Illinois                        | Candidate éliminée 15 août 2012     | [ 19 ]     |
| Lily Mae Harrington | 18 ans | Dennis, Massachusetts                    | Candidate éliminée 7 août 2012      | [ 20 ]     |
| Michael Weisman     | 18 ans | Chicago, Illinois                        | Candidat éliminé 7 août 2012        | [ 20 ]     |
| Shanna Henderson    | 21 ans | Auburn, Alabama                          | Candidate éliminée 31 juillet 2012  | [ 20 ]     |
| Abraham Lim         | 24 ans | Queens, New York / San Diego, California | Candidat éliminé 24 juillet 2012    | [ 20 ]     |
| Nellie Veitenheimer | 19 ans | Tacoma, Washington                       | Candidat éliminé 17 juillet 2012    | [ 20 ]     |
| Charlie Lubeck      | 22 ans | Chicago, Illinois                        | Candidat éliminé 10 juillet 2012    | [ 20 ]     |
| Mario Bonds         | 24 ans | Lanham, Maryland                         | Candidat éliminé 3 juillet 2012     | [ 20 ]     |
| Tyler Ford          | 18 ans | Boca Raton, Florida                      | Candidat éliminé 26 juin 2012       | [ 20 ]     |
| Dani Shay           | 23 ans | Orlando, Florida                         | Candidat éliminée 12 juin 2012      | [ 21 ]     |
| Taryn Douglas       | 22 ans | Detroit, Michigan                        | Quitte la compétition 12 juin 2012  | [ 21 ]     |
| Maxfield Camp       | 23 ans | Nashville, Tennessee                     | Candidat éliminé 5 juin 2012        | [ 20 ]     |

## Première saison (2011)

### Épisode 1 -Individuality
- Traduction littérale : « Individualité »
- Date de diffusion: 12 juin 2011
  -  France : 29 février 2012 W9
- Audiences : 0,455 M
- Parrain: Darren Criss (Blaine Anderson)
- Chanson de présentation: Signed, Sealed, Delivered I'm Yours (Stevie Wonder)
  - Vainqueur : Matheus
- Clip vidéo: Firework  (Katy Perry)
- Session de ballotages: 
  - Jessie's Girl (Rick Springfield) - Damian
  - Just The Way You Are (Bruno Mars) - Bryce
  - Big Spender (Sweet Charity) - Ellis
- Performance finale: Keep Holding On (Avril Lavigne) - Bryce

### Épisode 2 -Theatricality
- Traduction littérale : "Théâtralité »
- Date de diffusion: 19 juin 2011
  -  France : 7 mars 2012
- Audiences : 0,537 M
- Parrain: Idina Menzel (Shelby Corcoran, mère biologique de Rachel)
- Chanson de présentation: Bad Romance  (Lady Gaga)
  - Vainqueur : Alex
- Clip vidéo: We're Not Gonna Take It  (Twisted Sister)
- Session de ballotages: 
  - Mack the Knife (Frank Sinatra) - Ellis
  - Gives You Hell (The All-American Rejects) - Matheus
  - Piece of My Heart (Janis Joplin) - McKynleigh
- Performance finale: Keep Holding On (Avril Lavigne) - Ellis

### Épisode 3 -Vulnerability
- Traduction littérale : « Vulnérabilité »
- Date de diffusion : 26 juin 2011
- Audiences : 0,591 M
- Parrain : Dot-Marie Jones (Coach Shannon Beiste)
- Chanson de présentation: Please Don't Leave Me (Pink)
  - Vainqueur : Matheus
- Clip vidéo: Mad World (Tears for Fears)
- Session de ballotages :
  - Are You Lonesome Tonight (Elvis Presley) - Damian
  - Your Song (Sir Elton John) - Cameron
  - Grenade (Bruno Mars) - Emily
- Performance finale : Keep Holding On (Avril Lavigne) - Emily

### Épisode 4 -Dance Ability
- Traduction littérale : « Talent de Danseur »
- Date de diffusion : 10 juillet 2011
- Audiences : 0,745 M
- Parrain : Harry Shum Jr (Mike Chang)
- Chanson de présentation : Hey soul sister (Train)
  - Vainqueur : Samuel
- Clip vidéo : U Can't Touch This - (MC Hammer)
- Session de ballotages :
  - Down (Jay Sean) - Matheus
  - Last name (Carrie Underwood) - McKynleigh
  - I Will Always Love You (Whitney Houston) - Alex
- Performance finale : Keep Holding On (Avril Lavigne) - McKynleigh

### Épisode 5 -Pairability
- Traduction littérale : « Deux par deux »
- Date de diffusion : 17 juillet 2011
- Audiences : 0,805 M
- Parrain: Darren Criss (Blaine Anderson)
- Chanson de présentation : Need You Now (Lady Antebellum)
  - Vainqueur : Marissa et Samuel
- Clips vidéo : 
  - The Lady Is a Tramp (Frank Sinatra) - Damian & Matheus
  - Baby, It's Cold Outside (Frank Loesser) - Cameron & Lindsay
  - Don't You Want Me (Human League) - Samuel & Marissa
  - Nowadays (Chicago) - Hannah & Alex
- Session de ballotages :
  - Valerie (Mark Ronson & Amy Winehouse) - Hannah & Alex
  - These Boots Are Made for Walkin' (Nancy Sinatra) - Damian & Matheus
  - River Deep – Mountain High - (Ike & Tina Turner) - Cameron & Lindsay
- Performance finale : Keep Holding On (Avril Lavigne) - Matheus

### Épisode 6 -Tenacity
- Traduction littérale : « Ténacité »
- Date de diffusion : 24 juillet 2011
- Audiences : 1,270 M
- Parrain : Max Adler (Dave Karofsky)
- Chanson de présentation : Bulletproof (La Roux)
  - Vainqueur : Marissa
- Clip Vidéo : 
  - Under Pressure/Ice Ice Baby (Queen Feat. David Bowie/Vanilla Ice )
- Session de ballotages : 
  - And I'm Telling You I'm Not Going (Jennifer Holliday) - Alex
  - Hate On Me (Jill Scott) - Marissa
  - Love Can Wait (Cameron Mitchell) - Cameron
- Performance finale : Keep Holding On (Avril Lavigne) - Marissa
- Note : Ryan Murphy a déclaré regretter l'élimination de Marissa.

### Épisode 7 -Sexuality
- Traduction littérale : « Sexualité »
- Date de diffusion : 31 juillet 2011
- Audiences : 0,789 M
- Parrain :  Mark Salling (Noah Puckerman) et Ashley Fink (Lauren Zizes)
- Chanson de présentation : Like A Virgin (Madonna)
  - Vainqueur : Samuel
- Clip Vidéo : 
  - Teenage Dream (Katy Perry)
- Session de ballotages : 
  - I Will Survive (Gloria Gaynor) - Alex
  - Blackbird (The Beatles) - Cameron
  - Danny Boy (Frederick Weatherly) - Damian
- Performance finale : Keep Holding On (Avril Lavigne) - Cameron
- Note : les juges avaient décidé d'éliminer Damian, mais à la suite de l'abandon de Cameron, le candidat continue l'aventure.

### Épisode 8 -Believability
- Traduction littérale : « Crédibilité »
- Date de diffusion : 7 août 2011
- Audiences : 0,912 M
- Parrain : Jenna Ushkowitz (Tina Cohen-Chang)
- Chanson de présentation : True colors (Cyndi Lauper)
  - Vainqueur : Hannah
- Clip Vidéo : 
  - The Only Exception (Paramore)
- Session de ballotages : 
  - Back To December (Taylor Swift) - Hannah
  - Maybe This Time (Liza Minnelli/Cabaret) - Lindsay
  - Animal (Neon Trees) - Samuel
- Performance finale : Keep Holding On (Avril Lavigne) - Hannah

### Épisode 9 -Generosity
- Traduction littérale : « Générosité »
- Date de diffusion : 14 août 2011
- Parrain : Kevin McHale (Artie Abrams)
- Chanson de présentation : Lean On Me (Bill Withers)
  - Vainqueur : Lindsay
- Clip Vidéo : Sing (My Chemical Romance)
- Session de ballotages : 
  - His Eye Is on the Sparrow (Civilla D. Martin) - Alex
  - I Gotta Be Me (Sammy Davis JR.) - Damian
  - Defying Gravity (Wicked/Idina Menzel) - Lindsay
  - My Funny Valentine (Babes In Arms) - Samuel
- Performance finale : Keep Holding On (Avril Lavigne) - Alex, Damian, Lindsay et Samuel
- Note : En raison d'un trop haut niveau des candidats, les juges ont décidé de tous les garder. Ce sera donc une "finale à 4" qui se disputera dans le dernier épisode, "Glee-ality".

### Épisode 10 -Glee-ality
- Traduction littérale : « Glee-alité »
- Date de diffusion : 21 août 2011
- Audiences : 1,24 M
- Parrain : Ryan Murphy
- Chanson de présentation : Don't stop believin' (Journey)
- Clip video du casting : Raise Your Glass (Pink)
- Présentation finale : 
  - Gimme Gimme (Thoroughly Modern Millie) - Lindsay
  - Beyond the Sea (Bobby Darrin) - Damian
  - Jolene (Dolly Parton) - Samuel
  - I Am Changing (Dreamgirls) - Alex
- Note : Les vainqueurs de "The Glee Project" (saison 1) sont donc Samuel Larsen et Damian J. McGinty, Jr. Ils apparaîtront tous les deux dans la saison 3 de Glee pour 7 épisodes. Lindsay ainsi qu'Alex participeront également à 2 épisodes de la série. Par la suite, dans la saison 4 de Glee, Samuel Larsen et Alex seront des personnages récurrents de la série. Damian réapparaîtra pendant cette saison pour un épisode, en tant qu'ange gardien de Artie.

## Deuxième saison (2012)

### Épisode 1 -Individuality
- Traduction littérale : « Individualité »
- Date de diffusion : 5 juin 2012
- Parrain : Lea Michele (Rachel Berry)
- Chanson de présentation : Born This Way (Lady Gaga)
  - Vainqueur : Shanna
- Clip Vidéo : 
  - Here I Go Again (Whitesnake)
- Session de ballotages : 
  - Without You (David Guetta) - Aylin
  - ABC (Jackson 5) - Tyler
  - Always On My Mind (Willie Nelson) - Maxfield
- Performance finale : Keep Holding On (Avril Lavigne) - Maxfield
- Note : Ryan Murphy, créateur et producteur de la série, a annoncé dans cet épisode que, cette année, il n'y aurait qu'un seul gagnant à l'issue de la compétition.

### Épisode 2 -Dance Ability
- Traduction littérale : « Talent de Danseur »
- Date de diffusion : 12 juin 2012
- Parrain : Samuel Larsen (Joe Hart)
- Chanson de présentation : We Got The Beat (Go Gos)
  - Vainqueur : Abraham
- Clip Vidéo : 
  - Party Rock Anthem (LMFAO)
- Session de ballotages : 
  - Man! I Feel Like A Woman! (Shania Twain) - 'Lily'
  - Daniel (Elton John ) - 'Tyler'
  - Landslide ( Fleetwood Mac) - 'Dani'
- Performance finale : Keep Holding On (Avril Lavigne) - Dani
- Note : Taryn a dû quitter l'aventure en raison du stress de l'émission et parce que sa famille lui manquait.
  - D'après les juges, le Homework assignment  de cet épisode searait le meilleur de la saison, alors que la vidéo de présentation serait la pire.
  - Un début de romance commence entre Aylin et Charlie après que celle-ci l'a embrassé.

### Épisode 3 -Vulnerability
- Traduction littérale : « Vulnérabilité »
- Date de diffusion : 19 juin 2012
- Parrain : Cory Monteith (Finn Hudson)
- Chanson de présentation : My Life Would Suck Without You (Kelly Clarkson)
  - Vainqueur : Nellie
- Clip Vidéo : 
  - Everybody Hurts (R.E.M.)
- Session de ballotages : 
  - Mercy (Duffy) - Lily
  - Over The Rainbow (Iz) - Mario
  - Fix You (Coldplay) - Charlie
- Performance finale : Keep Holding On (Avril Lavigne) - Mario,Charlie,Lily
- Note : Aucun des candidats n'a été éliminé dans cet épisode.

### Épisode 4 -Sexuality
- Traduction littérale : « Sexualité »
- Date de diffusion : 26 juin 2012
- Parrain : Naya Rivera (Santana Lopez)
- Chanson de présentation : I Wanna Sex You Up (Color Me Badd)
  - Vainqueur : Charlie
- Clip Vidéo : 
  - Move Like Jagger/Milkshake (Maroon 5/Kelis)
- Session de ballotages : 
  - I Get a Kick Out of You  (Frank Sinatra)- Charlie
  - Smile (Charlie Chaplin) - Tyler
  - Lucky (Jason Mraz) - Michael
- Performance finale : Keep Holding On (Avril Lavigne) - Tyler

### Épisode 5 -Adaptability
- Traduction littérale : « Adaptation »
- Date de diffusion : 3 juillet 2012
- Parrain : Kevin McHale (Artie Abrams)
- Chanson de présentation : You Oughta Know (Alanis Morissette)
  - Vainqueur : Aylin
- Clip Vidéo : 
  - Price Tag (Jessie J)
- Session de ballotages:  
  - Waiting for a Girl Like You (Foreigner ) - Nellie & Blake 
  - Last Friday Night (Katy Perry ) - Ali & Abraham 
  - Don't Let the Sun Go Down on Me (Elton John ) - Mario & Charlie
- Trois derniers:
  - Mario
  - Abraham
  - Charlie
- Performance finale : Keep Holding On (Avril Lavigne) - Mario
- Note : afin de suivre le thème de la semaine, les candidats n'ont appris quelle chanson ils chanteraient que dans les studios et la chorégraphie sur le tournage, ils ont dû chanter chacun à leur tour en solo la chanson de présentation entièrement alors qu'ils n'avaient appris que leur passage.

### Épisode 6 -Fearlessness
- Traduction littérale : « Intrépidité »
- Date de diffusion : 10 juillet 2012
- Parrain : Jane Lynch (Sue Sylvester)
- Chanson de présentation :Now That We Found Love (Heavy D & The Boyz)
  - Vainqueur : Lily Mae
- Clip Vidéo : 
  - "Hit Me With Your Best Shot/One Way Or Another"
- Session de ballotages : 
  - Take A Bow (Rihanna) - Aylin
  - It's Not Unusual (Tom Jones) - Charlie
  - If I Were A Boy (Beyonce) - Nellie
- Performance finale : Keep Holding On (Avril Lavigne) - Charlie

### Épisode 7 -Theatricality
- Traduction littérale : « Théâtralité »
- Date de diffusion : 17 juillet 2012
- Parrain : Grant Gustin (Sebastian Smythe)
- Chanson de présentation : I Hope I Get It (A Chorus Line)
  - Vainqueur : Ali
- Clip Vidéo : 
  - When I Grow Up (The Pussycat Dolls)
- Session de ballotages : 
  - I'm the Only One (Melissa Etheridge) - Nellie
  - Stereo Hearts (Gym Class Heroes ft Adam Levine) - Abraham
  - Someone Like You (Adele) - Lily Mae
- Performance finale : Keep Holding On (Avril Lavigne) - Nellie

### Épisode 8 -Tenacity
- Traduction littérale : « Tenacité »
- Date de diffusion : 24 juillet 2012
- Parrain : Amber Riley (Mercedes Jones)
- Chanson de présentation : Survivor (Destiny's Child)
  - Vainqueur : Ali
- Clip Vidéo : 
  - Eye Of The Tiger (Survivor)
- Session de ballotages : 
  - Man in the Mirror (Michael Jackson) - Abraham
  - I’m The Greatest Star (Barbra Streisand) - Lily Mae
  - Brick (Ben Folds Five) - Michael
- Performance finale : Keep Holding On (Avril Lavigne) - Abraham

### Épisode 9 -Romanticality
- Traduction littérale : « Romantisme »
- Date de diffusion : 31 juillet 2012
- Parrain : Darren Criss (Blaine Anderson)
- Chanson de présentation : More Than Words (Extreme)
  - Vainqueur : Blake
- Clip Vidéo : 
  - We Found Love (Rihanna)
- Session de ballotages : 
  - Losing My Religion (R.E.M.) - Blake
  - The First Time Ever I Saw You Face (Roberta Flack) - Aylin
  - Stronger (What Doesn't Kill You) (Kelly Clarkson) - Shanna
- Performance finale : Keep Holding On (Avril Lavigne) - Shanna

### Épisode 10 -Actibility
- Traduction littérale : « Talent d'acteur »
- Date de diffusion : 7 août 2012
- Parrain : Dianna Agron (Quinn Fabray)
- Chanson de présentation : Addicted to Love (Robert Palmer)
  - Vainqueur : Michael
- Clip Vidéo : sous forme de bande annonce
  - Perfect (Pink)
- Session de ballotages : 
  - Girls just wanna have fun (Cyndi Lauper) - Michael
  - Son of a preacher man (Dusty Springfield) - Lily Mae
  - Here's to Us (Halestorm) - Ali
  - I'm still standing (Elton John) - Blake
  - Fighter (Christina Aguilera) - Aylin

- Performance finale : Keep Holding On (Avril Lavigne) - Michael & Lily Mae

### Épisode 11 -Glee-Ality
- Traduction littérale : « Glee-Alité »
- Date de diffusion : 14 août 2012
- Parrain : Chris Colfer (Kurt Hummel)
- Chanson de présentation : You Can't Stop the Beat (en) (Hairspray)
  - Vainqueur : Ali,Aylin,Blake
- Clip Vidéo : 
  - Tonight tonight (Hot Chelle Rae)
- Présentation finale : 
  - Popular (Wicked) - Ali
  - I'll be (Edwin McCain) - Blake
  - Rolling in the deep(Adele) - Aylin
- Vainqueur : Blake
- Note :
- La chanson pour le clip est la chanson du groupe du frère de Chord Overstreet (Sam Evans dans Glee), et une apparition caméo de Damian McGinty dans son rôle de Rory Flanagan.
- Ryan Murphy a déclaré sur son compte Twitter qu'il voulait Aylin dans la série, on ne sait pas s'il le fera ou non.

## Progression des candidats de la saison 1
| Damian McGinty       | En danger | Continue  | En danger | Continue  | Continue  | Continue             | En danger            | Continue             | En danger             | Gagnant (7 épisodes) Vainqueur |                      |                      |                      |                      |                      |                      |                      |
| Samuel Larsen        | Continue  | Continue  | Continue  | Vainqueur | Vainqueur | Continue             | Vainqueur            | En danger            | En danger             | Gagnant (7 épisodes) Vainqueur |                      |                      |                      |                      |                      |                      |                      |
| Lindsay Pearce       | Continue  | Continue  | Continue  | Continue  | Continue  | Continue             | Continue             | En danger            | En danger / Vainqueur | Gagnante (2 épisodes)          |                      |                      |                      |                      |                      |                      |                      |
| Alex Newell          | Continue  | Vainqueur | Continue  | En danger | En danger | En danger            | En danger            | Continue             | En danger             | Gagnant (2 épisodes)           |                      |                      |                      |                      |                      |                      |                      |
| Hannah McIalwain     | Continue  | Continue  | Continue  | Continue  | Continue  | Continue             | Continue             | Vainqueur / Éliminée | Vainqueur / Éliminée  | Vainqueur / Éliminée           | Vainqueur / Éliminée | Vainqueur / Éliminée | Vainqueur / Éliminée | Vainqueur / Éliminée | Vainqueur / Éliminée | Vainqueur / Éliminée | Vainqueur / Éliminée |
| Cameron Mitchell     | Continue  | Continue  | En danger | Continue  | En danger | En danger            | Abandon              | Abandon              | Abandon               | Abandon                        | Abandon              | Abandon              | Abandon              | Abandon              | Abandon              | Abandon              |                      |
| Marissa von Bleicken | Continue  | Continue  | Continue  | Continue  | Vainqueur | Vainqueur / Éliminée | Vainqueur / Éliminée | Vainqueur / Éliminée | Vainqueur / Éliminée  | Vainqueur / Éliminée           | Vainqueur / Éliminée | Vainqueur / Éliminée | Vainqueur / Éliminée | Vainqueur / Éliminée | Vainqueur / Éliminée |                      |                      |
| Matheus Fernandes    | Vainqueur | En danger | Vainqueur | En danger | Éliminé   | Éliminé              | Éliminé              | Éliminé              | Éliminé               | Éliminé                        | Éliminé              | Éliminé              | Éliminé              | Éliminé              |                      |                      |                      |
| McKynleigh Abraham   | Continue  | En danger | Continue  | Éliminée  | Éliminée  | Éliminée             | Éliminée             | Éliminée             | Éliminée              | Éliminée                       | Éliminée             | Éliminée             | Éliminée             |                      |                      |                      |                      |
| Emily Vasquez        | Continue  | Continue  | Éliminée  | Éliminée  | Éliminée  | Éliminée             | Éliminée             | Éliminée             | Éliminée              | Éliminée                       | Éliminée             | Éliminée             |                      |                      |                      |                      |                      |
| Ellis Wylie          | En danger | Éliminée  | Éliminée  | Éliminée  | Éliminée  | Éliminée             | Éliminée             | Éliminée             | Éliminée              | Éliminée                       | Éliminée             |                      |                      |                      |                      |                      |                      |
| Bryce Ross-Johnson   | Éliminé   | Éliminé   | Éliminé   | Éliminé   | Éliminé   | Éliminé              | Éliminé              | Éliminé              | Éliminé               | Éliminé                        |                      |                      |                      |                      |                      |                      |                      |

Finalement, Damian McGinty sera apparu dans tous les épisodes à partir de l'épisode 4 (Pot O’ Gold), ce qui fait un total de 18 épisodes au lieu des 7 prévus. Le candidat a eu droit à quatre chansons solo. Quant à Samuel Larsen, c'est à 9 épisodes qu'il a participé dans la saison 3 et il a repris son rôle dans la saison 4. Alex Newell aura participé aux deux épisodes qu'il a gagné et reprendra également son rôle dans la saison 4.

## Progression des candidats de la saison 2
| Blake    | Continue  | Continue  | Continue  | Continue             | Continue  | Continue  | Continue  | Continue  | Vainqueur /En danger | En danger           | Gagnant (7 épisodes) Vainqueur |                     |                     |                     |                     |                     |                     |                     |                     |          |
| Aylin    | En danger | Continue  | Continue  | Continue             | Vainqueur | En danger | Continue  | Continue  | En danger            | En danger           | Éliminée                       | Éliminée            | Éliminée            | Éliminée            | Éliminée            | Éliminée            | Éliminée            | Éliminée            | Éliminée            | Éliminée |
| Ali      | Continue  | Continue  | Continue  | Continue             | Continue  | Continue  | Vainqueur | Vainqueur | Continue             | En danger           | Éliminée                       | Éliminée            | Éliminée            | Éliminée            | Éliminée            | Éliminée            | Éliminée            | Éliminée            | Éliminée            | Éliminée |
| Michael  | Continue  | Continue  | Continue  | En danger            | Continue  | Continue  | Continue  | En danger | Continue             | Vainqueur / Éliminé | Vainqueur / Éliminé            | Vainqueur / Éliminé | Vainqueur / Éliminé | Vainqueur / Éliminé | Vainqueur / Éliminé | Vainqueur / Éliminé | Vainqueur / Éliminé | Vainqueur / Éliminé | Vainqueur / Éliminé |          |
| Lily Mae | Continue  | En danger | En danger | Continue             | Continue  | Vainqueur | En danger | En danger | Continue             | Éliminée            | Éliminée                       | Éliminée            | Éliminée            | Éliminée            | Éliminée            | Éliminée            | Éliminée            | Éliminée            | Éliminée            |          |
| Shanna   | Vainqueur | Continue  | Continue  | Continue             | Continue  | Continue  | Continue  | Continue  | Éliminée             | Éliminée            | Éliminée                       | Éliminée            | Éliminée            | Éliminée            | Éliminée            | Éliminée            | Éliminée            | Éliminée            |                     |          |
| Abraham  | Continue  | Vainqueur | Continue  | Continue             | En danger | Continue  | En danger | Éliminé   | Éliminé              | Éliminé             | Éliminé                        | Éliminé             | Éliminé             | Éliminé             | Éliminé             | Éliminé             | Éliminé             |                     |                     |          |
| Nellie   | Continue  | Continue  | Vainqueur | Continue             | Continue  | En danger | Éliminée  | Éliminée  | Éliminée             | Éliminée            | Éliminée                       | Éliminée            | Éliminée            | Éliminée            | Éliminée            | Éliminée            |                     |                     |                     |          |
| Charlie  | Continue  | Continue  | En danger | Vainqueur /En danger | En danger | Éliminé   | Éliminé   | Éliminé   | Éliminé              | Éliminé             | Éliminé                        | Éliminé             | Éliminé             | Éliminé             | Éliminé             |                     |                     |                     |                     |          |
| Mario    | Continue  | Continue  | En danger | Continue             | Éliminé   | Éliminé   | Éliminé   | Éliminé   | Éliminé              | Éliminé             | Éliminé                        | Éliminé             | Éliminé             | Éliminé             |                     |                     |                     |                     |                     |          |
| Tyler    | En danger | En danger | Continue  | Éliminé              | Éliminé   | Éliminé   | Éliminé   | Éliminé   | Éliminé              | Éliminé             | Éliminé                        | Éliminé             | Éliminé             |                     |                     |                     |                     |                     |                     |          |
| Dani     | Continue  | Éliminée  | Éliminée  | Éliminée             | Éliminée  | Éliminée  | Éliminée  | Éliminée  | Éliminée             | Éliminée            | Éliminée                       |                     |                     |                     |                     |                     |                     |                     |                     |          |
| Taryn    | Continue  | Abandon   | Abandon   | Abandon              | Abandon   | Abandon   | Abandon   | Abandon   | Abandon              | Abandon             | Abandon                        |                     |                     |                     |                     |                     |                     |                     |                     |          |
| Maxfield | Éliminé   | Éliminé   | Éliminé   | Éliminé              | Éliminé   | Éliminé   | Éliminé   | Éliminé   | Éliminé              | Éliminé             | Éliminé                        |                     |                     |                     |                     |                     |                     |                     |                     |          |

Blake Jenner apparaît dans la série à partir de l'épisode 5. Ali Stroker fait une apparition dans l'épisode 14.

## Diffusion internationale
| Pays | Chaîne            | Première diffusion |
| --- | ----------------- | ------------------ |
| États-Unis | Oxygen            | 12 juin 2011       |
| Philippines | ETC, Jack TV      | 13 juin 2011       |
| Amérique latine Argentine Bolivie Brésil Chili Colombie Costa Rica République dominicaine Équateur Salvador Guatemala Honduras Mexique Nicaragua Panama Paraguay Pérou Uruguay Venezuela | Fox Latin America | 23 juin 2011       |
| Canada | Slice             | 26 juin 2011       |
| France | W9                | 29 février 2012    |
| Brésil | Fox Brasil        | 26 juin 2011       |
| Australie | Eleven            | 15 juillet 2011    |
| Royaume-Uni Irlande | Sky1              | 20 juillet 2011    |
| Asie du Sud-Est Hong Kong Indonésie Malaisie Birmanie Philippines Singapour Thaïlande Viêt Nam                                                                                           | STAR World        | 28 juillet 2011    |
| Japon | SPBC              | 29 juillet 2011    |
| Nouvelle-Zélande | FOUR              | 8 août 2011        |